# Santa Maria Assunta (Gravina in Puglia)

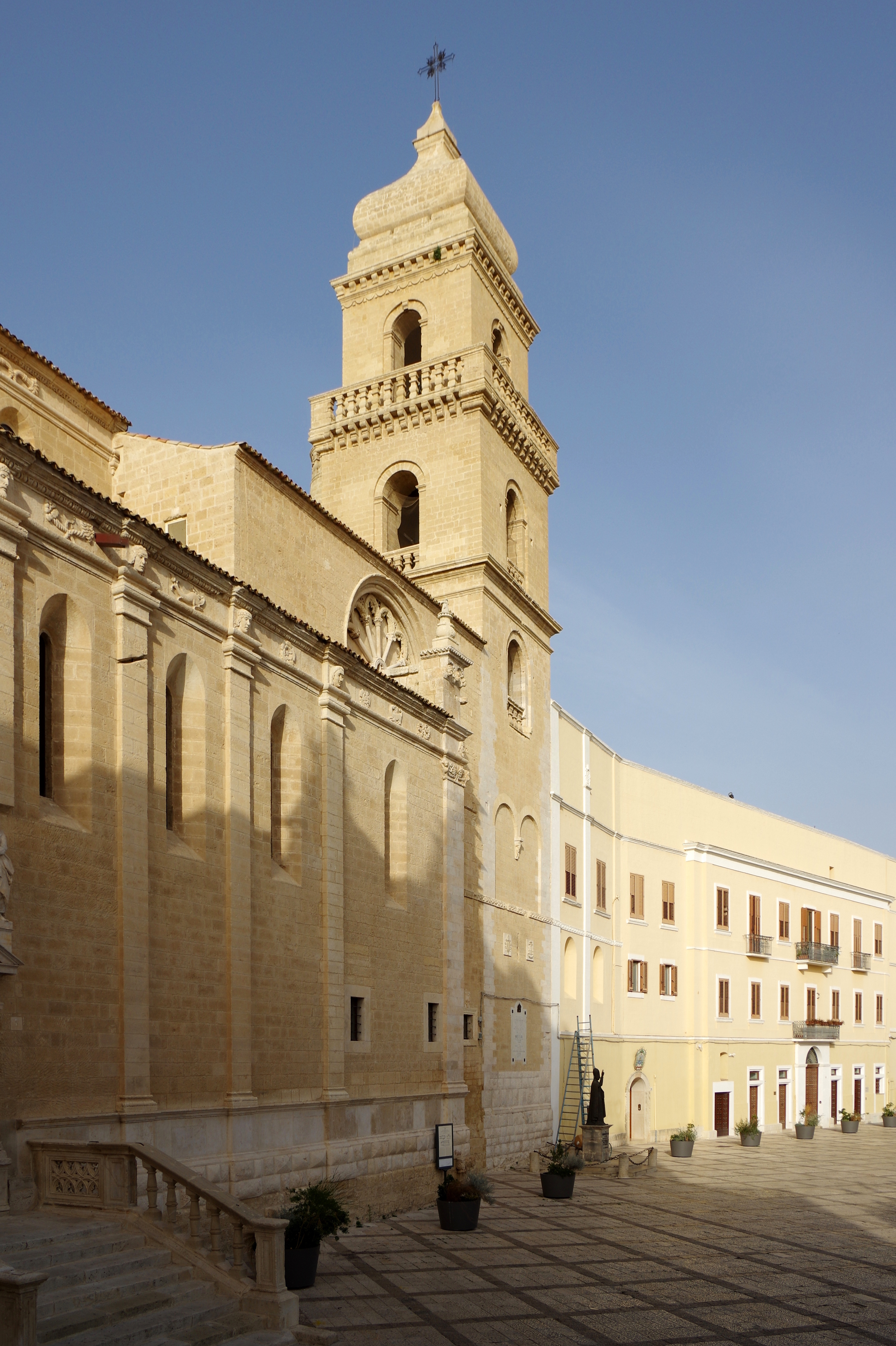
Gravina in Puglia, Konkathedrale Santa Maria Assunta

Santa Maria Assunta ist eine römisch-katholische Kirche in Gravina in Puglia, Italien. Die Konkathedrale des Bistums Altamura-Gravina-Acquaviva delle Fonti hat weiterhin den Titel einer Basilica minor. Die ursprünglich im 11. Jahrhundert romanisch erbaute Kathedrale des Bistums Gravina und später barockisierte Kirche ist als Nationaldenkmal denkmalgeschützt.

## Geschichte
Im Jahr 1092 wurde die dreischiffige Kathedrale im romanischen Stil errichtet. Diese Kirche wurde zwischen 1447 und 1456 zerstört, zunächst durch einen Brand und dann durch das Erdbeben, das die gesamte Region verwüstete. Es dauerte dreißig Jahre bis zum Wiederaufbau, der von Bischof Matteo D’Aquino (1482–1508) durchgeführt wurde. Zwischen dem 17. und 18. Jahrhundert wurde das Innere mehrfach barockisiert. Heute ist die Kirche eine Synthese verschiedener Baustile: Spätromanik, Renaissance und Barock. 
Durch das königliche Dekret Nr. 1746 vom 21. November 1940 wurde die Kathedrale Santa Maria Assunta di Gravina als italienisches Nationaldenkmal anerkannt. Nach der Fusion mit dem Bistum Altamura e Acquaviva delle Fonti  1986 verlor die Kirche den Bischofssitz an Altamura und wurde zur Konkathedrale. Am 19. August 1993 wurde sie von Papst Johannes Paul II. in den Rang einer Basilika minor erhoben.

## Architektur

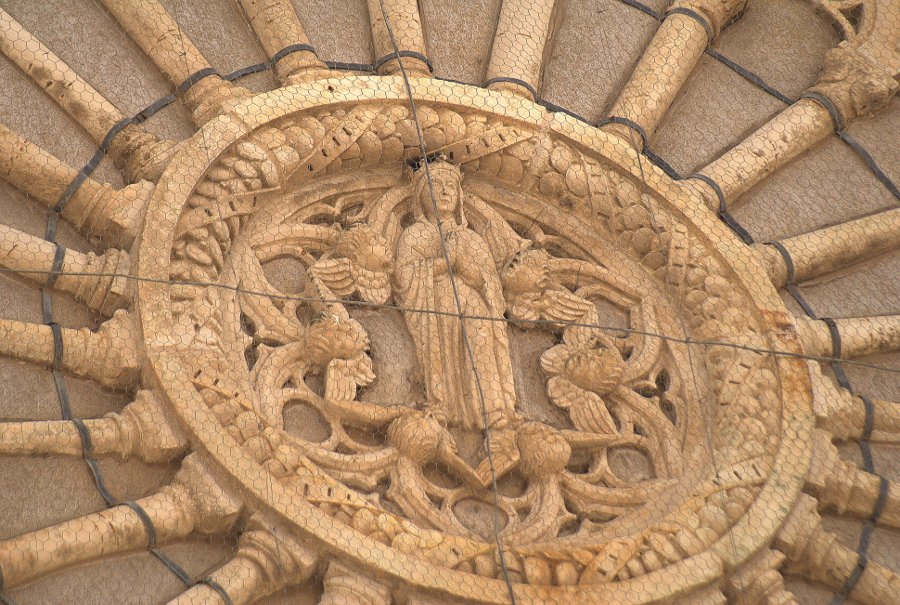
Fensterrose

Die durch zwei Pilaster dreigeteilte Fassade besteht aus drei Portalen, von denen das größere in der Mitte unvollendet ist, und einer Rosette, einem Überbleibsel der alten romanischen Kirche, in deren Mitte sich ein Basrelief der Mariä Himmelfahrt befindet. Die beiden Seitenportale sind mit Hochreliefs und zwei kleinen Christusstatuen verziert; das linke Portal ist auf 1495 datiert. Das zentrale Portal ist ein neueres Werk: Es besteht aus 24 Tafeln, die Episoden aus dem Evangelium darstellen. Ein weiterer Eingang befindet sich an der Südseite der Kathedrale: Auf dem Risalit ist ein Flachrelief der Madonna mit Kind zu sehen, flankiert von Statuen der hln. Petrus und Paulus aus dem späten 16. Jahrhundert. Der Glockenturm wurde 1698 von Kardinal Vincenzo Maria Orsini mit dem Bau des „cipollone“ auf seiner Spitze fertig gestellt.
Aus dem linken Seitenschiff ragt über die Schlucht der so genannte „cappellone“ heraus, der in der ersten Hälfte des 17. Jahrhunderts erbaut wurde und zwei Stockwerke hat: Im unteren Stockwerk befindet sich das Oratorium des Heiligen Kreuzes, einst Sitz der gleichnamigen Bruderschaft; im oberen Stockwerk, auf Höhe der Kathedrale, befindet sich die Kapelle des Allerheiligsten Sakraments. Dieses Bauwerk wurde von Bischof Arcasio Ricci in Auftrag gegeben, dessen Marmorgrabmal in derselben Kapelle erhalten ist; die Büste, die ihn darstellt, stammt von Francesco Mochi.

## Ausstattung

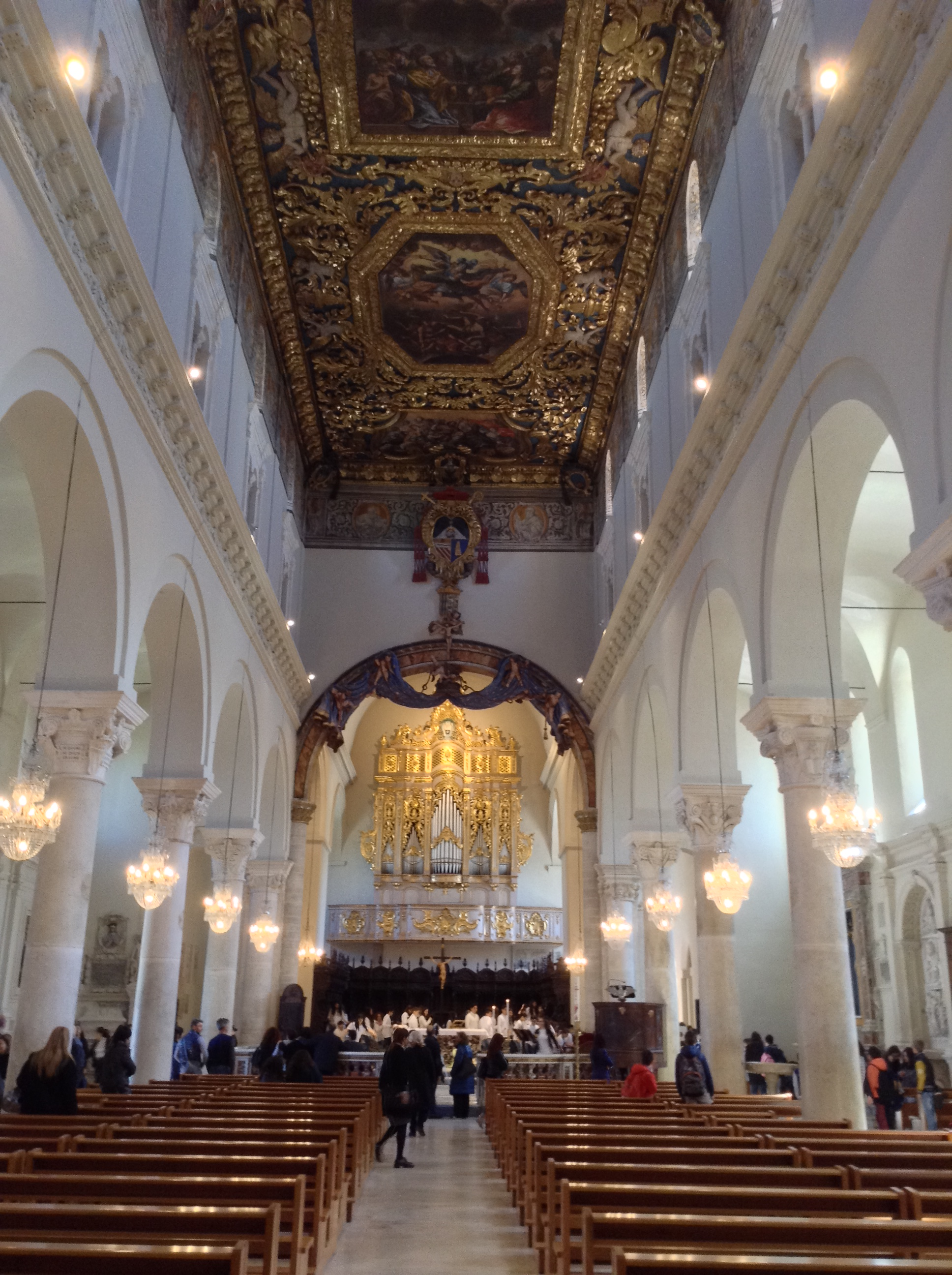
Innenraum

Der Innenraum der Kirche ist mit Säulen mit kahlen Kapitellen in drei Schiffe gegliedert. Die Flachdecke ist aus geschnitztem und vergoldetem Holz, sie wurde im 17. Jahrhundert mit vier großen Gemälden dekoriert. Die Kirche besitzt mehrere Seitenkapellen, darunter eine, die dem Erzengel Michael, dem Schutzpatron der Stadt, gewidmet ist. Diese Kapellen sind mit polychromen Marmoraltären geschmückt, die größtenteils aus dem Jahr 1700 stammen und ein Werk des Neapolitaners Francesco Cimafonte sind. Im Chor befinden sich ein bedeutendes hölzernes Chorgestühl aus dem Jahr 1561 und eine große Orgel.
Die Sakristei, in der sich ein eingelegter Holztisch aus der zweiten Hälfte des 16. Jahrhunderts befindet, wurde auf den Überresten der alten normannischen Burg errichtet.
Unterhalb der Kathedrale befindet sich eine weitere dreischiffige Kirche, die dem Heiligen Kreuz gewidmet ist und als „Kathedralabtei“ bekannt ist. In ihr befinden sich Reste von Fresken aus dem 16. Jahrhundert und ein Steinaltar aus dem 17. Jahrhundert. Ursprünglich war es ein Beinhaus, das 1633 von Bischof Arcasio Ricci geräumt und in eine Kirche umgewandelt wurde; es enthält Grabskulpturen der örtlichen Bischöfe aus dem 16. Jahrhundert.
Die Domorgel wurde 1907 von dem Cremaer Orgelbauer Pacifico Inzoli gebaut und später von seinen Erben restauriert. Das Instrument verfügt über eine elektromechanische Übertragung mit einem Spieltisch, der zwei Manualen mit je 61 Noten und eine konkav-radiale Pedalklaviatur mit 32 Noten enthält.